# Punotia lagopus
Punotia lagopus (K.Schum.) D.R.Hunt, 2011, è una pianta succulenta appartenente alla famiglia delle Cactacee. È l'unica specie nota del genere Punotia  D.R.Hunt, 2011.

## Etimologia
L'epiteto specifico  “lagopus” deriva dal greco “lagôs” (λαγος): lepre e “pous” (πους): piede, in riferimento aglisteli ricoperti da una spessa lanugine bianca, che evocano la zampa di una lepre.

## Descrizione

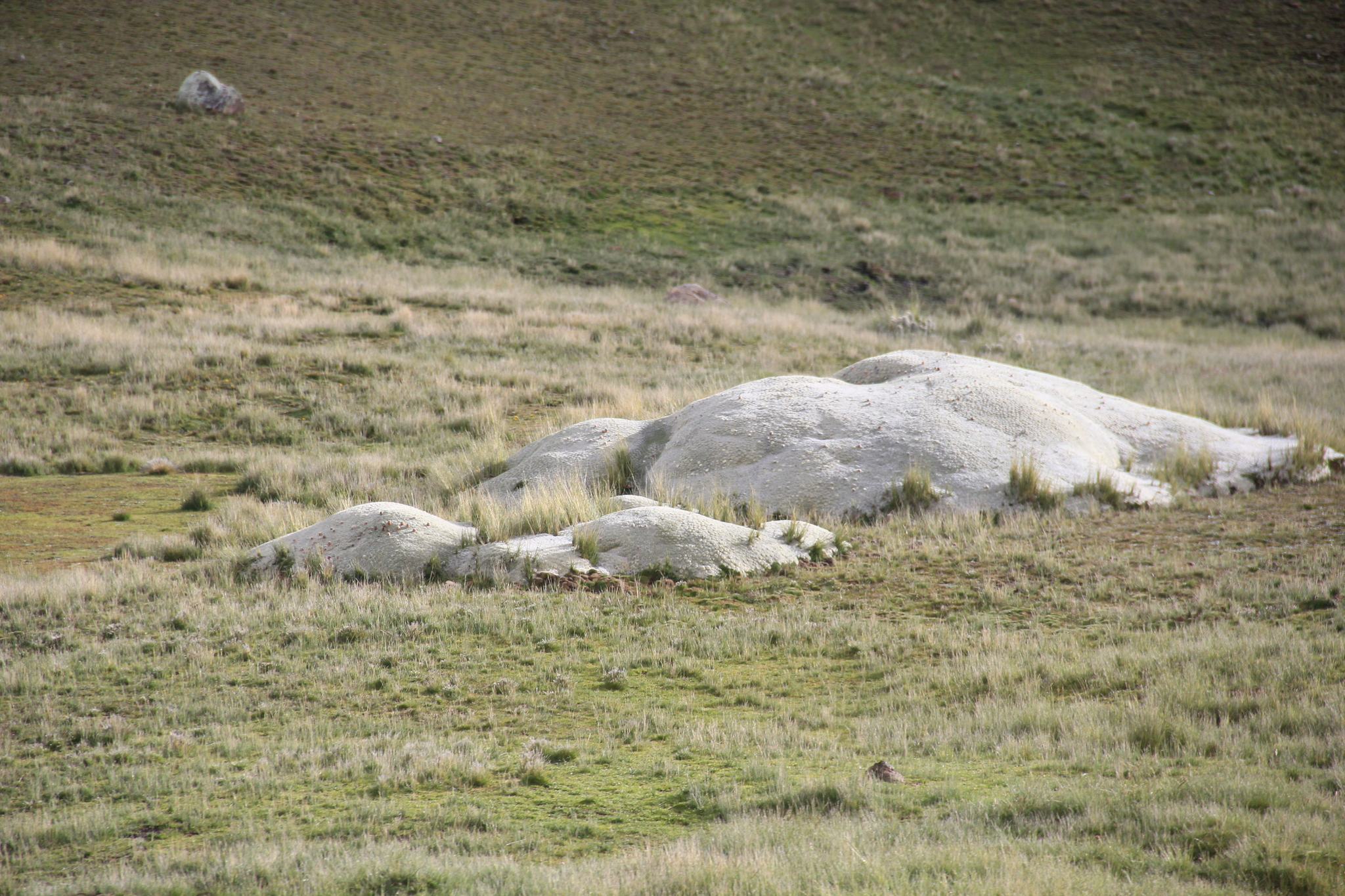
Portamento

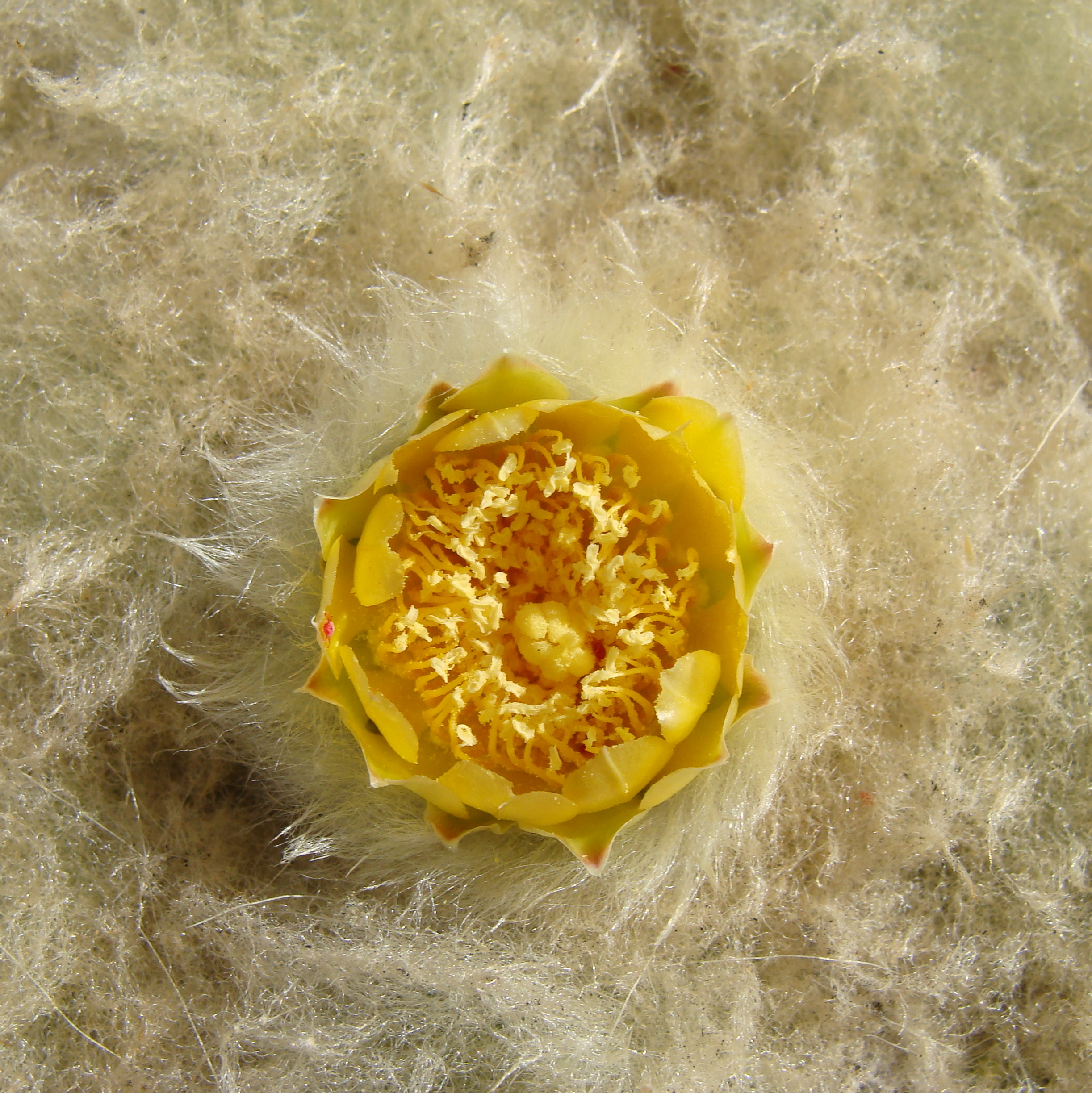
Fiore

È una cactacea a crescita lenta, che forma densi  cuscini di forma grossolanamente emisferica e compatta, del diametro anche di diversi metri e con una altezza di circa 60 cm.
Presenta fusti cilindrici, segmentati, fittamente ricoperti da una lanugine biancastra.
Le foglie sono fusiformi o bastoncellari, lunghe sino a 7 mm. 
Dalle areole origina una fitta peluria di colore dal bianco crema al giallastro. 
I fiori sono di colore giallo oro, lunghi da 1,5 sino a 4.5 cm.
I frutti, sono ovaliformi, inizialmente verdi poi giallo-rosati, e contengono 5-10 semi di circa 5 mm di diametro.

## Distribuzione e habitat
Questa specie è nativa del Perù e della Bolivia.
Cresce nelle praterie umide della puna, ad altitudini comprese tra 4.100 e 4.600 m slm.

## Conservazione
La Lista rossa IUCN classifica Punotia lagopus come specie vulnerabile.